# Хоккей с мячом в Кыргызстане
Хоккей с мячом в Кыргызстане культивировался с 1950-х годов.

## Советский период
В 1959—1992 годах состоялся 31 розыгрыш чемпионата Киргизской ССР по хоккею с мячом. Известно, что в 1970 году из-за оттепели в январе и феврале турнир не проводился.
В первом чемпионате, который проводился в Пржевальске, участвовали четыре команды: три из Фрунзе — института физической культуры и спорта, заводов имени Ленина и Фрунзе — и пржевальский «Спартак».
В 1962 году во Фрунзе появилась команда электровакуумного завода «Электрик», которая двадцать раз становилась чемпионом Кыргызстана. Кроме того, со временем появились команды в Ак-Тюзе и Нарыне.
Кроме чемпионата республики проводился чемпионат Фрунзе по хоккею с мячом, который был отменён с 1969 года.
В 1989 году киргизские хоккеисты участвовали в первенстве СССР среди команд, представлявших республики, где этот вид спорта был развит на невысоком уровне. Их соперниками были хоккеисты Украинской и Белорусской ССР.
Киргизские хоккеисты Виктор Колпаков и Евгений Салахутдинов прошли судейские курсы в РСФСР и работали на матчах всесоюзных детско-юношеских соревнований «Плетёный мяч».

## Период независимости
В 1992 году в уже суверенном Кыргызстане состоялся последний чемпионат республики. В нём участвовали три команды: «Ак-Тюз», «Каракол» и ставший обладателем титула бишкекский «Электрик».
В 2000-е годы в республике начали возрождать хоккей с мячом. В 2004 году Федерация хоккея с мячом Кыргызстана вступила в Международную федерацию хоккея с мячом. Она базировалась в Бишкеке.
В 2011 году сборная Кыргызстана по хоккею с мячом дебютировала на зимних Азиатских играх в Алма-Ате, где заняла третье место среди трёх команд, проиграв сборным Монголии (2:17) и Казахстана (0:21). Оба мяча забил Мухтарбек Тынымсеитов.
В 2012 году сборная Кыргызстана дебютировала на чемпионате мира. Выступая в слабейшей группе «С», она в круговом турнире по два раза проиграла сборным Эстонии (0:13, 1:12) и Японии (0:13, 0:18), а затем в матче за 2-3-е места вновь уступила японцам (0:4).
В дальнейшем киргизские хоккеисты не участвовали в международных турнирах, а федерация в 2018 году была исключена из ФИБ.